# 范直彦
范直彥（？—？），蘇州吳縣（今江蘇省蘇州市）人。北宋朝奉郎。北宋單州團練推官范正民之子。祖父范純仁為北宋丞相。曾祖父為北宋政治家、文學家、軍事家、教育家范仲淹。